# 宋娜
宋娜（1995年8月30日—），中國冬季兩項運動員。她於2012年獲得全國冬季運動會的女子3×6公里接力賽金牌。翌年，她開始參與國際賽事。2014年，她取得參與冬季奧運會的參賽資格。

## 資料來源
1. ↑  .   [2014-02-08]. （原始内容存档于2014-02-22）.